# Myrciaria
Myrciaria é um género botânico pertencente à família Myrtaceae. Recentemente, várias espécies deste gênero foram reclassificadas no gênero Plinia.
O gênero está dividido em:
- Myrciaria subsect. Bullatae Mattos 1976
- Myrciaria subsect. Eucauliflorae Mattos 1976
- Myrciaria sect. Uniflorae O. Berg
- Myrciaria subsect. Uniflorae
- Myrciaria subsect. Unipedicelatae Mattos 1990

## Espécies
Existem 31 espécies válidas, dentre elas:
Myrciaria alagoana Sobral
Myrciaria axillaris Berg
Myrciaria borinquena Alain
Myrciaria ciliolata (Cambess.) O. Berg
Myrciaria cordata Berg
Myrciaria cuspidata Berg
Myrciaria delicatula (DC.) Berg
Myrciaria disticha Berg
Myrciaria dubia (Kunth) Mc Vaugh
Myrciaria evanida Sobral
Myrciaria ferruginea Berg
Myrciaria floribunda (West ex Willd.) Berg
Myrciaria glanduliflora (Kiaersk.) J. R. Mattos & D. Legrand
Myrciaria glazioviana (Kiaersk.) G. M. Barroso ex Sobral
Myrciaria glomerata Berg
Myrciaria guaquiea (Kiaersk.) J. R. Mattos & D. Legrand
Myrciaria ibarrae Lundell
Myrciaria leucadendron Berg
Myrciaria myrtifolia A. H. Liogier
Myrciaria pallida Berg
Myrciaria pilosa Sobral & Couto
Myrciaria plinioides C. D. Legrand
Myrciaria puberulenta B. Holst
Myrciaria racemosa M. L. Kawas.
Myrciaria rojasii C. D. Legrand
Myrciaria rupestris (Ekman & Urb.) Z. Acosta
Myrciaria silveirana C. D. Legrand
Myrciaria strigipes Berg
Myrciaria tenella (DC.) O. Berg
Myrciaria vexator Mc Vaugh
Myrciaria vismeifolia (Benth.) O. Berg